# سارا و آیدا
سارا و آیدا فیلمی به کارگردانی و تهیه‌کنندگی مازیار میری و نویسندگی امیر عربی، محصول سال ۱۳۹۵ است و در جشنواره فیلم فجر ۱۳۹۵ به روی پرده رفت.

## داستان
سارا و آیدا در یک شرکت اقتصادی باهم همکار هستند. مادر سارا معلمی بازنشسته است که به دلیل ضمانت چک برگشتی میثاق (فرزند دیگرش و برادر سارا) به زندان می‌افتد. در این بین سارا درصدد آزادی مادرش است. او به واسطه سعید (نامزد آیدا) که جوانی متمول است مادر را از زندان آزاد می‌کند اما درعوض با پیشنهاد سعید برای سرقت برخی از مدارک مناقصه از شرکتی که درآن کار می‌کند روبرو می‌شود…

## بازیگران
- غزل شاکری
- پگاه آهنگرانی
- مصطفی زمانی
- سعید چنگیزیان
- شیرین یزدان بخش
- تینا پاکروان
- میثاق زارع

## جوایز
| بخش                        | نامزد        | نتیجه | جایزه        |
| -------------------------- | ------------ | ----- | ------------ |
| بهترین بازیگر نقش اول زن   | غزل شاکری    | نامزد | سیمرغ بلورین |
| بهترین تدوین               | احمد مرادپور | نامزد | سیمرغ بلورین |
| بهترین جلوه‌های ویژه میدانی | ارشا اقدسی   | نامزد | سیمرغ بلورین |